# Lit-et-Mixe
Lit-et-Mixe is een gemeente in het Franse departement Landes (regio Nouvelle-Aquitaine). De plaats maakt deel uit van het arrondissement Dax. Lit-et-Mixe telde op 1 januari 2022 1.704 inwoners.

## Geografie
De oppervlakte van Lit-et-Mixe bedroeg op 1 januari 2022 112,95 vierkante kilometer; de bevolkingsdichtheid was toen 15,1 inwoners per km².

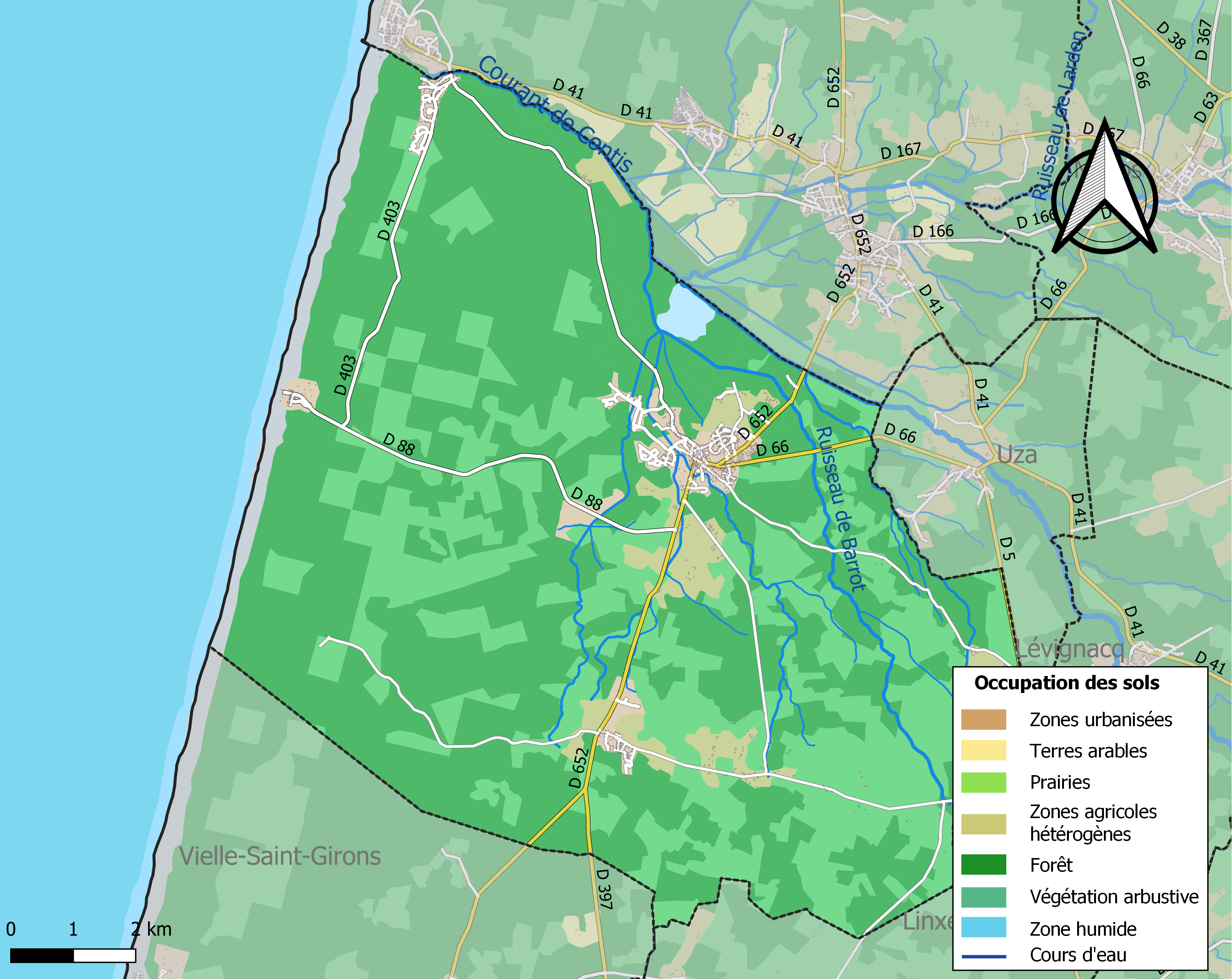
Kaart van de gemeente met de belangrijkste infrastructuur, bodemgebruik en omliggende gemeenten

## Demografie
Onderstaande figuur toont het verloop van het inwonertal (bron: INSEE-tellingen).